# آلبرت کراشل
آلبرت کراشل (انگلیسی: Albert Kruschel; ۲۱ اکتبر ۱۸۸۹ – ۲۵ مارس ۱۹۵۹) دوچرخه‌سوار اهل ایالات متحده آمریکا بود. وی در بازی‌های المپیک تابستانی ۱۹۱۲ شرکت کرده است.